# Dytiscus sharpi
Dytiscus sharpi es una especie de escarabajo del género Dytiscus, familia Dytiscidae. Fue descrita científicamente por Wehncke en 1875.

## Distribución geográfica
Habita en Asia del Sur.